# Closterothrix
Closterothrix is een geslacht van vlinders van de familie spinners (Lasiocampidae), uit de onderfamilie Lasiocampinae.

## Soorten
- C. bosei (Saalmüller, 1880)
- C. bruncki De Lajonquière, 1974
- C. diabolus (Hering, 1928)
- C. fulvipuncta (Viette, 1962)
- C. funebris De Lajonquière, 1970
- C. gambeyi Mabille, 1879
- C. goliath (Viette, 1962)
- C. goudoti Viette, 1962
- C. insularis Viette, 1962
- C. leonina (Butler, 1882)
- C. nigrosparsata Viette, 1962
- C. ochlera Hering, 1928
- C. peyrierasi Viette, 1988
- C. secernenda De Lajonquière, 1969
- C. sikorae Aurivillius, 1909